# Институт за изследване на населението и човека
Институтът за изследване на населението и човека е научно звено в научно-изследователското направление по човек и общество на Българската академия на науките. Институтът провежда теоретични и научноприложни изследвания и подготовка на научни кадри в областта на демографията и психологията. Целта на изследванията е да се разкрият закономерностите и факторите за развитие и възпроизводство на българското население; психологическото развитие и реализация на отделния човек. Изследователската стратегия на института включва подпомагане на институциите при решаването на проблемите на демографското и личностното развитие в условията на европейска интеграция.
Демографските изследвания представят:
- раждаемостта, семейната политика и остаряването на населението;
- здравните поведения и работната сила;
- историко-демографските процеси;
- моделирането и прогнозирането на демографското развитие и други.

Психологическите изследвания представят: здравето, благополучието, агресивността, лидерството, ценностите, междугруповите отношения, междуетническите нагласи и други.